# Sangiaccato di Damasco
Il Sangiaccato di Damasco (in turco Şam Sancağı, in arabo سنجق دمشق‎?) era una provincia di secondo livello (Sangiaccato) dell'Impero ottomano, che occupava il centro della Siria ottomana, situata negli odierni stati di Siria e Libano. La città di Damasco era la capitale del sangiaccato. Confinava con il Sangiaccato di Hauran a sud, il Sangiaccato di Hama a nord e il Vilayet di Beirut a ovest.

## Suddivisioni amministrative
Il Sangiaccato di Damasco  aveva le seguenti Nahiya:
Damasco, 
Baalbek, 
Beqā,
Douma, 
Hasbaya, 
Rashaya, 
Wadi al-Ajam (Qatana),
Zabadani.

## Storia successiva
Nel dividere la Siria ottomana, le autorità del mandato francese staccarono la parte più occidentale del Sangiaccato e la assegnarono al nuovo Grande Libano, mentre il resto rimase nello striminzito stato siriano.